# Sacrament of Wilderness
Singles de Nightwish
The Carpenter
(1997) Walking In The Air
(1999)
Sacrament Of Wilderness est un single et le premier extrait de l'album Oceanborn du groupe finlandais Nightwish. Il est sorti en 1998 uniquement en Finlande. C'est le premier des deux singles commercialisés de cet album (le deuxième étant Walking in the Air), le morceau Passion And The Opera ayant été distribué sous forme d'un single promotionnel dans une version éditée.